# Liste d'adaptations d'œuvres littéraires allemandes
 (août 2023).

## Légendes
|  | au cinéma        |
|  | à la télévision  |
|  | Direct-to-video  |
|  | Théâtre          |
|  | Jeu vidéo        |
|  | Comédie musicale |
|  | Ballet           |
|  | Bande dessinée   |

|  | Roman            |
|  | Premier roman    |
|  | Nouvelle         |
|  | Pièce de théâtre |
|  | Conte            |
|  | Poème            |
|  | Bande dessinée   |

## Adaptations
|  | Titre de l'adaptation française Titre original                                | Réalisation                | Première sortie | Pays d'origine de l'adaptation                | Source(s) |  |  | Titre de l'œuvre littéraire (ISBN / Wikisource) | Auteur             | Première publication |
|  | ----------------------------------------------------------------------------- | -------------------------- | --------------- | --------------------------------------------- | --------- |  |  | ----------------------------------------------- | ------------------ | -------------------- |
|  | Le Volcan Der Vulkan                                                          | Ottokar Runze              | 1999            | Drapeau de l'Allemagne · Drapeau de la France | [ 1 ]     |  |  | Le Volcan (ISBN 2246457319)                     | Klaus Mann         | 1939                 |
|  | 08/15                                                                         | Paul May                   | 1954            | Drapeau : Allemagne de l'Ouest                | [ 2 ]     |  |  | 08/15 (ISBN 3442013453)                         | Hans Hellmut Kirst | 1954                 |
|  | Sur le pavé de Berlin Berlin-Alexanderplatz - Die Geschichte Franz Biberkopfs | Phil Jutzi                 | 1931            | Drapeau de la république de Weimar            | [ 3 ]     |  |  | Berlin Alexanderplatz (ISBN 2070372391)         | Alfred Döblin      | 1929                 |
|  | Lotte in Weimar                                                               | Egon Günther               | 1975            | Drapeau de l'Allemagne de l'Est               | [ 4 ]     |  |  | Charlotte à Weimar (ISBN 9782070715183)         | Thomas Mann        | 1939                 |
|  | La Chair est faible (en) Der Schritt vom Wege                                 | Gustaf Gründgens           | 1939            | Drapeau de l'Allemagne                        |           |  |  | Effi Briest (ISBN 2070293491)                   | Theodor Fontane    | 1894                 |
|  | Roses d'automne (de) Rosen im Herbst                                          | Rudolf Jugert              | 1955            | Drapeau : Allemagne de l'Ouest                |           |  |  | Effi Briest (ISBN 2070293491)                   | Theodor Fontane    | 1894                 |
|  | Effi Briest Fontane Effi Briest                                               | Rainer Werner Fassbinder   | 1974            | Drapeau : Allemagne de l'Ouest                |           |  |  | Effi Briest (ISBN 2070293491)                   | Theodor Fontane    | 1894                 |
|  | Effi Briest (de)                                                              | Hermine Huntgeburth        | 2009            | Drapeau de l'Allemagne                        |           |  |  | Effi Briest (ISBN 2070293491)                   | Theodor Fontane    | 1894                 |
|  | Effi Briest (de)                                                              | Wolfgang Luderer (de)      | 1970            | Drapeau de l'Allemagne de l'Est               |           |  |  | Effi Briest (ISBN 2070293491)                   | Theodor Fontane    | 1894                 |
|  | Et demain ? Little Man, What Now?                                             | Frank Borzage              | 1934            | Drapeau des États-Unis                        |           |  |  | Et puis après ? (ISBN 9783150160244)            | Hans Fallada       | 1932                 |
|  | Kleiner Mann - was nun? (de)                                                  | Fritz Wendhausen           | 1933            | Drapeau de la république de Weimar            |           |  |  | Et puis après ? (ISBN 9783150160244)            | Hans Fallada       | 1932                 |
|  | Kleiner Mann - was nun?                                                       | Hans-Joachim Kasprzik (de) | 1967            | Drapeau de l'Allemagne de l'Est               |           |  |  | Et puis après ? (ISBN 9783150160244)            | Hans Fallada       | 1932                 |
|  | Kleiner Mann - was nun?                                                       | Peter Zadek                | 1973            | Drapeau : Allemagne de l'Ouest                |           |  |  | Et puis après ? (ISBN 9783150160244)            | Hans Fallada       | 1932                 |
|  | Herr Lehmann                                                                  | Leander Haußmann           | 2003            | Drapeau de l'Allemagne                        |           |  |  | Herr Lehmann (ISBN 3-8218-0705-9)               | Sven Regener       | 2001                 |
|  | Raiponce Tangled                                                              | Howard Byron Nathan Greno  | 2010            | Drapeau des États-Unis                        |           |  |  | Raiponce (ISBN 2092533134)                      | Les frères Grimm   | 1812                 |
|  | La Belle au bois dormant Sleeping Beauty                                      | Clyde Geronimi             | 1959            | Drapeau des États-Unis                        |           |  |  | La Belle au bois dormant (ISBN 2745901478)      | Les frères Grimm   | 1812                 |